# S/y Korsarz
Korsarz – polski jacht żaglowy, drewniany, dwumasztowy kecz zbudowany w 1934 r. Powierzchnia ożaglowania: 90 m kw. Długość całkowita: 13,8 m, szerokość: 3,34 m, zanurzenie: 1,75 m, wysokość najwyższego masztu: 17 m.
Korsarz to pierwszy jacht zbudowany dla Polskiego Klubu Morskiego w Gdańsku. Zwodowany w 1934 r. w jachtowej stoczni Kroppa na gdańskich Stogach, skonstruowany przez niemieckiego szkutnika Oërtza na zlecenie i według wytycznych komandora klubu, Tadeusza Ziółkowskiego.
W regatach jachtów pełnomorskich Kieler Woche, będących wyścigami promującymi olimpiadę 1936 r. pod komendą 23-letniego kpt. Tadeusza Prechitki zajął pierwsze miejsce. Jego załogę stanowili polscy harcerze i studenci Wydziału Okrętowego Politechniki Gdańskiej: J. Łangowski, Rudolf Peikert, Paweł Karol Woyke (1910 Gdańsk-1943 Auschwitz).
W wyścigu na trasie kilkuset mil morskich startowało dwadzieścia jachtów, trasa zaczynała się przy molo w Sopocie, meta była w Kilonii. Korsarz dopłynął po 90 godzinach, 28 minutach i 18 sekundach z 19-godzinną przewagą nad kolejną jednostką. Jacht Korsarz z uwagi na rejestrację portową startował pod banderą Wolnego Miasta Gdańska.

## Nagroda
Korsarz zdobył ufundowany przez Niemiecki Związek Żeglarski "Kronenkompass". Był to wiszący kompas kapitański z bogatymi dodatkami. Ze względu na przechodni charakter trofeum nigdy nie trafiło do Gdańska. Nagroda ta jest przyznawana corocznie w kolejnych edycjach regat Kieler Woche.

## Ciekawostki
Analiza dokumentacji technicznej i żeglugowej Polskiego Rejestru Statków, Polskiego Związku Żeglarskiego, Polskiego Klubu Morskiego oraz dokumentów archiwalnych z zasobów Archiwum Państwowego w Gdańsku wskazuje, iż Korsarz jest najdłużej żeglującym jachtem sportowym w kraju. Pływał praktycznie bez przerw pomiędzy rokiem 1935 do chwili obecnej.
Najdłuższym przedwojennym rejsem jachtu była podróż pod dowództwem T. Prechitki do Wielkiej Brytanii w 1937 r. Zawinął do portów Holandii, Anglii, Niemiec, Norwegii i Danii na trasie Gdańsk - Cuxhaven - Ijmuiden - Haarlem - Hardwich - Gravesend (Londyn) - Southend on sea - Kritiansand - Helsingor - Helsingborg - Kopenhaga - Christianso - Gdańsk. Przepłynął 2120 Mm w ciągu 44 dni.
W 1972 r., po 36 latach kpt. Prechitko ponownie poprowadził jacht Korsarz wśród innych polskich jachtów do Kilonii, gdzie odbywały się regaty olimpijskie.

## Historia jachtu
- 1935 - IX 1939 pod nazwą "KORSARZ" i banderą Polskiego Klubu Morskiego,
- 1939 - 1945 pod nazwą "PAUL VON BENECKE" i banderą Jachtklubu SS i Policji Gdańskiej, (Danziger Seeklub SS und Polizei powstał na terenie WMG w czerwcu 1938 roku. Na podstawie dekretu gauleitera Forstera z 10.09.1939 r. m.in. "Korsarz" został przejęty przez hitlerowski jachtklub).
- IV 1945 - VI 1946 porzucony przez uciekających Niemców spoczywał z przestrzelona burtą (pozbawiony takielunku) na płyciźnie przy brzegu Wisły Martwej na wysokości Pleniewa (okolice dzisiejszego klubu żeglarskiego "Neptun").
- 1946 - 1951 pod nazwą "KORSARZ" i banderą Polskiego Klubu Morskiego (rewindykacja jachtu przez członków przedwojennego PKM nastąpiła w czerwcu 1946 r. w okolicach Górek Wschodnich).
- 1951 - 1956 pod nazwą "KOLEKTYW" i banderą Zjednoczenia Robotniczych Klubów Sportowych (PKM decyzją ówczesnych komunistycznych władz sportowych został przymusowo wcielony z żeglarzami i jachtami do powyższego "Zjednoczenia". Rozwiązano także Polski Związek Żeglarski.
- 1956 - pod nazwą "KORSARZ" i banderą Polskiego Klubu Morskiego.